# Droga wojewódzka nr 673
Droga wojewódzka nr 673 – droga wojewódzka w województwie podlaskim o długości ok. 40 km. Łączy ona Sokółkę z Lipskiem poprzez Dąbrowę Białostocką. Biegnąc dalej łączy drogę krajową nr 19 i drogę wojewódzką nr 674 z drogą wojewódzką nr 664.
Trasa ta na odcinku Sokółka – Dąbrowa Białostocka biegnie równolegle do trasy kolejowej Białystok – Suwałki.